# Bernard Mohlalisi
Bernard Mosiuoa Mohlalisi OMI (* 16. März 1933 in Ha Malijeng, Königreich Lesotho; † 24. Juli 2020 in Mazenod, ebenda) war ein lesothischer Ordensgeistlicher und römisch-katholischer Erzbischof von Maseru. Er war Präsident der Bischofskonferenz von Lesotho von 1997 bis 2002.

## Leben
Bernard Mohlalisi trat 1955 der Ordensgemeinschaft der Oblaten (OMI) bei, legte am 6. Januar 1956 die erste und drei Jahre später die ewige Profess ab. Am 28. Mai 1963 empfing er die Diakonenweihe, bevor ihm der Erzbischof von Maseru, Emanuel ’Mabathoana OMI am 14. Juli 1963 die Priesterweihe spendete.
Papst Johannes Paul II. ernannte ihn am 11. Juni 1990 zum Erzbischof von Maseru. Die Bischofsweihe spendete ihm der Apostolische Delegat in Südafrika und Apostolische Pro-Nuntius in Lesotho, Erzbischof Ambrose Battista De Paoli, am 7. Oktober desselben Jahres; Mitkonsekratoren waren Paul Khoarai, Bischof von Leribe, und Hubert Bucher, Bischof von Bethlehem. Am 30. Juni 2009 nahm Papst Benedikt XVI. sein altersbedingtes Rücktrittsgesuch an.
Als Lesotho 2004 als erstes afrikanisches Land das UVCT-Programm (Universal Voluntary HIV / AIDS Counseling and Testing) startete, waren der damalige Bischof der Hauptstadt Maseru, Bernard Mohlalisi, und der damalige Premierminister Bethuel Pakalitha Mosisili, die beiden ersten, die den Test absolvierten und die Bevölkerung aufforderten ihnen zu folgen.